# Czeglédi Szabó Pál
Czeglédi Szabó Pál (?, 16. század vége – Pápa, 1649. augusztus 26.) a Dunántúli Református Egyházkerület püspöke 1641-től haláláig.

## Életútja
Nagyszombaton tanult, honnan külföldre menvén, 1613. április 9-én a heidelbergi egyetemnek lépett a hallgatói közé. Hazájába visszatérve, 1614-ben nagyszombati rektor, valószínűleg 1616-ban dunaszerdahelyi lelkész, 1626 májusában pápai lelkész lett. A pápai egyházmegye 1627-ben alesperessé, 1629-ben esperessé, a dunántúli egyházkerület 1631-ben jegyzővé, 1641 júniusában püspökké választotta.
Ő szerkesztette a felsőmagyarországi kánonokból a komjáti kánonokat.

## Művei
- De scripturae sacrae perspicuitate et perfectione. (Heildelberg, 1613.)
- De justificationis certitudine, operum necessitate et meritis. (Uo. 1614.)

Respondeált a „De causa efficiente peccati” (1613.) tartott vitán. Üdvözlő verset írt Szentgyörgyi Nagy Bálinthoz (1613).